# Клінгонська мова
Клінго́нська мо́ва — штучна мова, розроблена професійним лінгвістом Марком Окрандом на замовлення Paramount Studios для однієї з інопланетних рас у культовому фантастичному всесвіті «Зоряний шлях» (англ. Star Trek). Хоча клінгонська мова була створена спеціально для телебачення, вона має власну граматику, синтаксис і словник, а також Інститут клінгонської мови, що також публікує переклади клінгонською мовою та науковий журнал з доповненнями до мови.
Кількість людей, що володіють мовою, незначна. Словниковий запас клінгонської значно зміщений у бік понять, пов'язаних із технологічним аспектом «Зоряного шляху», що робить мову незручною для повсякденного спілкування. Наприклад, у клінгонській мові є слова пристрій іонізації транспортера (jolvoy', джолвой) чи міст (корабельний) (meH, мех), але немає слова на позначення звичайного мосту. Але при цьому зацікавлені носії використовують мову для комунікацій.

## Писемність

Транслітерація клінгонського алфавіту кирилицею.

Для запису (транслітерації) клінгонських текстів зазвичай використовується латинка, проте в телесеріалі раса клінгонів використовує власну писемність. У Словнику клінгонської мови ця абетка названа pIqaD (пикад), але немає жодної інформації про неї. Клінгонські символи, використані в продукції «Зоряного шляху», є чисто декоративними елементами, використаними задля імітації реальної системи письма та створення відповідної атмосфери, назву якої ентузіасти й визначили як pIqaD.
| Літера пикаду (pIqaD) | Кириличний еквівалент | МФА   |
| --------------------- | --------------------- | ----- |
| a                     | А, а                  | ɑ     |
| b                     | Б, б                  | b     |
| ch                    | Ч, ч                  | t͡ʃ    |
| D                     | Д, д                  | ɖ     |
| e                     | Е, е                  | ɛ     |
| gh                    | Г, г                  | ɣ     |
| H                     | Х, х                  | x     |
| I                     | И, и                  | ɪ     |
| j                     | дж                    | d͡ʒ    |
| l                     | Л, л                  | l     |
| m                     | М, м                  | m     |
| n                     | Н, н                  | n     |
| ng                    | нґ                    | ŋ     |
| o                     | О, о                  | o     |
| p                     | П, п                  | pʰ    |
| q                     | К, к                  | qʰ    |
| Q                     | кх                    | q͡χ    |
| r                     | Р, р                  | r (ɹ) |
| S                     | Ш, ш                  | ʂ     |
| t                     | Т, т                  | tʰ    |
| tlh                   | тл                    | t͡ɬ    |
| u                     | У, у                  | u     |
| v                     | В, в                  | v     |
| w                     | В, в                  | w     |
| y                     | Й, й                  | j     |
| '                     | -                     | ʔ     |

## Цікавинки
- Деякі елементи мови є жартівливими.[3] Наприклад, слово «пара» перекладається як chang'eng (чанґ-енґ), з алюзією на сіамських близнюків Чанга та Енга, а «риба» — як ghotI' (готи, що однак мало б читатися як фіш).
- Пошукова система Google має сторінку пошуку клінгонською мовою.
- Існує рок-гурт, що виконує пісні винятково клінгонською: Stovokor[en] з міста Портленд (Орегон).
- Український гурт Piĉismo записав альбом toH, tlhIngan Hol DajatlhIaH 'e' DaneH'a'? клінґонською мовою.
- 2010 року в місті Гаага відбулася прем'єра опери клінгонською мовою[4]
- На клінгонську мову перекладено епос про Гільгамеша (ghIlghameS, Гилгамеш), «Гамлета» (Hamlet, Хамлет), «Багато галасу з нічого» (paghmo' tIn mIS, Пагмо тин миш) і «Книгу шляху та гідності» (pIn'a' qan paQDI'norgh, Пин-а кан пакхди-норг).